# Pusiola unipunctana
Pusiola unipunctana là một loài bướm đêm thuộc phân họ Arctiinae, họ Erebidae.